# Cyrtopodion longipes
Cyrtopodion longipes este o specie de șopârle din genul Cyrtopodion, familia Gekkonidae, descrisă de Nikolsky 1896. Conform Catalogue of Life specia Cyrtopodion longipes nu are subspecii cunoscute.